# Jens Ludloff
Jens Ludloff (* 1964 in Haan) ist ein deutscher Architekt und Hochschullehrer.

## Leben

### Familie
Jens Ludloff entstammt der Garsitzer Familie Ludloff und ist Nachfahre in vierter Generation von Heinrich Wilhelm Hermann Ludloff (1828–1898).

### Studium und erste Tätigkeiten
Jens Ludloff studierte Architektur an der FH Münster, Kunsthochschule Bremen und in Krakau. Er erhielt 1994 sein Diplom an der Polytechnischen Universität Krakau und war bis 1998 als angestellter Projektarchitekt tätig. Von 1999 bis 2007 war er Partner bei Sauerbruch Hutton in Berlin, ab 2004 dort als Geschäftsführer. (Beispiele für realisierte Projekte: Polizei- und Feuerwache des Regierungsviertels in Berlin, 2004, und Bau des Bundesumweltamtes in Dessau, 2005.)

### Lehrtätigkeiten
2004 erhielt er einen Lehrauftrag an der TU Eindhoven. Von 2010 bis 2011 folgte ein Lehrauftrag an der Universität Münster school of architecture (msa). 2013–2014 lehrte er am Instituto Superiore Politécnico (CUJAE) in Havanna, und ist seit 2014 Professor an der Universität Stuttgart am neu gegründeten Lehrstuhl für Nachhaltigkeit, Baukonstruktion und Entwerfen.

### Eigenes Architekturbüro
Seit 2007 leitet Jens Ludloff mit seiner Frau Laura Fogarasi-Ludloff in Berlin das Architekturbüro Ludloff Ludloff Architekten. Seit Jahren setzt sich Ludloff für den Erhalt von architektonisch bedeutenden Industriebauten ein. Hierzu zählt u. a. die Multihalle in Mannheim. 2018 rief er eine Vortragreihe zu diesem Bauwerk ins Leben.[7]

## Bauwerke (Auswahl)
- 2008: 16 Stadthäuser (Haus FL), Berlin
- 2009: Forschungszentrum Sedus Stoll AG, Dogern
- 2009: Mensa der Schule auf dem Tempelhofer Feld, Berlin
- 2011: Hotel Sissi, Wien
- 2011–2012: Hauptsitz der Brink Group, Staphorst
- 2012: Konversion Bürohaus zum Hotel, Sloterdijk, Amsterdam
- 2015: SOS-Kinderdorf-Botschaft für Kinder, Berlin[5]
- 2017: Hotel am Postbahnhof, Berlin
- 2019: Landwirtschaftsschule im Klosterbezirk Alt-Zella

## Auszeichnungen (Auswahl)
- 2008: Berufung in den BDA
- 2009: Bauweltpreis
- 2010 für das Haus FL: Das beste Einfamilienhaus 2010, Gewinner des Häuser Awards 2010
- 2011 für das Forschungszentrum Sedus Stoll AG: Europäischer Farbdesignpreis (3. Preis)
- 2017 für das SOS-Kinderdorf-Botschaft für Kinder: Iconic Award

## Ausstellungen (Auswahl)
- 2009: Das erste Haus (Wanderausstellung an neun Universitäten)
- 2009: Nach der Mauer. Wohnen Gedenken (BDA-Galerie Berlin)
- 2011: Neue Neue (Deutsches Architektur Zentrum Berlin)
- 2015: details in section (Politecnico di Milano)
- 2016: Bauen mit Holz – Wege in die Zukunft (Martin-Gropius-Bau, Berlin)

## Veröffentlichungen (Auswahl)
- In: Baunetz Wissen Beton: Haus FL, 11, 2008
- In: Der Architekt: Haus FL, 12, 2009
- In: What Architects Desire, 9, 2010
- In: DBZ: Ingenieursbauten: Mensa auf dem Tempelhofer Feld, 12, 2010
- In: ARCH+: Features ludloff+ludloff (#6), 2012
- In: Hotelbauten: Handbuch und Planungshilfe Hotel Sissi, Dom Publishers, 2014
- In: Best of Detail: Fassaden Forschungs- und Entwicklungszentrum Sedus Stoll, 2015
- In: Idéat CHINA: Haus FL, 2017
- In: MARK: SOS-Kinderdorf Botschaft für Kinder, 2017

## Vorträge und Veranstaltungen (Auswahl)
- 2001: Vortrag zum Thema Architectural Branding, annual2001
- 2012: Auf der Suche nach versteckter Energie, beim BDA im Rahmen des Darmstädter Architektursommers Rhein-Main
- 2012: Konstruktion und Illusion, KAP Forum für Architektur Technologie Design
- 2013: Teilnahme am 1:1 Berliner Architekturdialoge